# اوپن تیبل
اوپن تیبل (انگلیسی: OpenTable) شرکت نرم‌افزار آمریکایی است، که در سال ۱۹۹۸ تأسیس شد.